# 医療系プレイ
医療系プレイ（いりょうけいプレイ）は、主にSMで行われる医学的知識・経験をもとにした性的ロールプレイ。いわゆる「お医者さんごっこ」も含まれる。

## 概要
膣・肛門への挿入は長い歴史を持ち比較的簡便に行えることから、衛生面に配慮すれば誰でも行うことができる。女性看護師に対するフェティシズムと、子どもの遊びであったお医者さんごっこなども影響があるとされる。また医者は患者に対して権威的にふるまうことがあり、服を脱がせる、恥ずかしい姿勢を強要する（ドクターハラスメント）なども日常的なため、性的な妄想をかきたてるには充分である。そのために医療器具を手に入れ医療行為の真似事をする医療系プレイが一部の愛好者に好まれている。

## 実際のプレイ
包括する範囲が広く明確な切り分けは難しいが、例をあげる。
診察
医者と患者、という状況を演出して行う。イメージクラブなどでもそういったコースが存在している。患者役を裸にして性器や乳房への触診や剃毛を行う。治療と称して性行為を行うなど。白衣を着て聴診器を持つなどコスチュームプレイ、性的ロールプレイの側面が強い。大掛かりになると、分娩台に患者を固定して、性器や肛門への触診や異物挿入などを行う。こうした医療器具を用いると医療系プレイと見なされることも少なくない。
治療
診察後の治療と称して浣腸や性器・肛門の拡張や異物挿入、または低周波マッサージ器による刺激など雰囲気を楽しむ。また患者役が同意すれば滅菌済みの注射針を刺すなどする場合もある。医者役に知識と経験があればカテーテルによる導尿も行う。
またクスコや肛門内視鏡などで膣や肛門内部を観察する、膣や陰唇の正確なサイズを測りカルテに記入する、写真で記録するなどの行為も行うことがある。
ロールプレイを重視する場合には性交を行わずに患者役に強制的な性的絶頂を喚起し、医者役が冷静に観察することで羞恥心を煽るなどのバリエーションもある。
殺菌や消毒を必要とするため性器や臍にピアスをすることもプレイの一部と見なされることがある。
手術
実際にメスで肉体の一部を切る訳ではなく、全裸で横になった患者役の胸部や腹部などにバターナイフや粘土べら等を当て、切り裂く真似をする。医師役の側に或る程度の知識があれば、「胆石」や「急性虫垂炎」といった病気を設定し、その患部を切開・摘出するという演出で雰囲気を盛り上げる。この場合、患者役も「内臓露出妄想」の持ち主であると、より興奮度が高い。
処置
治療後に包帯で患者役を拘束する。ポルノ雑誌のグラビアなどでは性器を隠さず顔や腕を巻くので束縛感と羞恥心が高まる。包帯の隙間に点滴を刺し雰囲気を楽しむこともあるのでコスチュームプレイの側面もある。
また浣腸後に成人用オムツをさせてそのままオムツ内に糞便を排泄させる、また浣腸は行わず単にオムツに失禁・脱糞させる、など後始末の際に羞恥心を煽る（おむつプレイ）。
出産
膣に人形を挿入し、患者役に産む真似事をさせる。

## 注意点
針を刺す、注射をするなどは医療行為と見なされることがあるので医師法、脱法ドラッグなどを用いた場合は薬事法に抵触することになる。また充分な医療知識がないまま身体に傷をつける行為を行った場合、怪我や感染症、怪我による後遺症など、取り返しのつかない事態になることがあるので充分な注意が必要。